# كيفن ويب
كيفن ويب (بالإنجليزية: Kevin Webb)‏ هو لاعب كرة قدم أسترالية أسترالي، ولد في 2 أكتوبر 1928.

## وصلات خارجية
- كيفن ويب على موقع AustralianFootball.com (الإنجليزية)
- كيفن ويب على موقع AFLtables.com (الإنجليزية)